# وایموشا
وایموشا (به لاتین: Vaymusha) یک منطقهٔ مسکونی در روسیه است که در استان آرخانگلسک واقع شده‌است.